# David Grieco
Pour les articles homonymes, voir Grieco.
David Grieco, né à Rome le 19 septembre 1951, est un réalisateur, scénariste, producteur et acteur italien, actif depuis 1968. 

## Biographie
Petit-fils de Ruggero Grieco, l'un des fondateurs du Parti communiste italien, et neveu du réalisateur Sergio Grieco, David Grieco a commencé sa carrière au cinéma en tant qu'acteur et a travaillé avec des réalisateurs comme Franco Zeffirelli et ses deux mentors Pier Paolo Pasolini et Bernardo Bertolucci. Pasolini voulait que Grieco soit son directeur adjoint. À 19 ans, il quitte la carrière d'acteur et devient critique de cinéma pour L'Unità. Au cours de sa trentaine, il  commence à réaliser des documentaires et des  publicités télévisées. En 2004, il réalise son premier long métrage Evilenko avec Malcolm McDowell et en 2016 La macchinazione avec Massimo Ranieri dans le rôle de Pier Paolo Pasolini.

## Filmographie partielle

### Réalisateur
- 2004 : Evilenko
- 2016 : L'Affaire Pasolini (La macchinazione)

### Scénariste
- 1988 : Caruso Pascoski di padre polacco (réalisé par Francesco Nuti)
- 1989 : Mortacci (réalisé par Sergio Citti)
- 1996 : I magi randagi (réalisé par Sergio Citti)

### Acteur
- 1968 : Roméo et Juliette (réalisé par Franco Zeffirelli)
- 1968 : Théorème (réalisé par Pier Paolo Pasolini)
- 1968 : Partner (réalisé par Bernardo Bertolucci)

## Prix

### David di Donatello
- 2005: David di Donatello du meilleur réalisateur débutant pour Evilenko

### Ruban d'argent
- 1997: Ruban d'argent,  nomination du meilleur scénario pour We Free Kings
- 2005: Ruban d'argent du meilleur nouveau réalisateur nomination pour Evilenko